# Visseltyranner
Visseltyranner (Sirystes) är släkte i familjen tyranner inom ordningen tättingar. Släktet omfattar fyra arter som förekommer från Panama till nordöstra Argentina och norra Bolivia:
- Östlig visseltyrann (S. sibilator)
- Vitgumpad visseltyrann (S. albocinereus)
- Guyanavisseltyrann (S. subcanescens)
- Chocóvisseltyrann (S. albogriseus)